# Бетховен (фільм)
«Бетховен» (англ. Beethoven) — американський кінофільм 1992 року режисера Браяна Леванта. Розповсюджується United International Pictures. Головний герой — Бетховен, собака породи сенбернар, названа на честь відомого німецького композитора та піаніста Людвіга ван Бетховена. Фільм отримав різноманітні відгуки критиків, але несподівано став хітом у прокаті, заробивши 147,2 млн доларів у всьому світі (початковий бюджет — 18 млн доларів). Фільм породив франшизу, включаючи короткочасний анімаційний серіал. Пряме продовження, Бетховен 2, було випущено в 1993 році. Фільм був знятий упродовж 1991 року в Лос-Анджелесі.

## Сюжет
Цуценя сенбернара викрадають двоє злодіїв і забирають із зоомагазину разом з усіма іншими цуценятами; під час транспортування, однак, йому вдається втекти, сховавшись у смітнику. Наступного ранку цуценя заходить у будинок Ньютона, сім'ю, що складається з матері, батька та трьох дітей (Райс, Тед і Емілі). Четверо вітають собаку з подивом і щастям, але батько не дуже щасливий, оскільки він думає лише про свою корпоративну роботу, ускладнену новим зобов'язанням, яке дає собака, але сім'я зрештою усиновила його. Після того, як Емілі зіграла уривок з твору Людвіга ван Бетховена, сім'я вирішила назвати його Бетховеном. За два роки Бетховен виростає у величезного сенбернара. Незважаючи на те, що вони великі, громіздкі, настирливі та смердючі, усі п'ятеро (включно з батьком) дозволили захопитися його дружелюбністю та полюбили собаку, яка вирішує робочу проблему Джорджа, проблему стосунків Райса та проблеми Теда з деякими шкільними хуліганами, а також врятував Емілі від утоплення в басейні.
Одного разу ветеринар Бетховена, доктор Герман Варнік, відвідує будинок Ньютонів, щоб подивитися, як поживає собака, і, як тільки він опиняється наодинці з ним, він спочатку бризкає на руку йодом, щоб імітувати рану, а потім дає ляпаса. Тварина, можливо, прийнявши його за гру, легко приземляється, навіть не вкусивши. Як тільки Джордж Ньютон приходить йому на допомогу, Варнік змушує його повірити, що пес напав на нього без причини, кажучи йому, що в цих випадках закон ясний: йому доведеться вбити собаку через таку загрозу. Тому Ньютон змушений проти своєї волі залишити собаку ветеринару, щоб той убив її; незважаючи ні на що, чоловік у відчаї, і його діти більше не розмовляють з ним. З цього моменту Ньютон розуміє, наскільки тихий і серйозний будинок без Бетховена, і вирішує піти і повернути його. Коли він прибув, ветеринар заявляє, що собака піддана евтаназії, але Ньютон розуміє, що доктора ніколи не кусали, і знаходить Бетховена живим у лабораторії. Насправді ветеринар перебуває в змові з викрадачами тварин, яких бачили на початку фільму, і змусив їх залишити сенбернара, щоб убити його експериментальними кулями, які він випробовує за великі гроші. Доктор Варнік збирається застрелити собаку, але Ньютон втручається, рятуючи його та звільняючи інших собак, замкнених у клітках. Двоє злодіїв-спільників ветеринара, врятувавшись від люті лабораторних собак, зазнають нападу та поранень чотирьох доберманів на автозаправній станції, а потім їх заарештовують на очах у всіх у новинах. Ньютон разом із родиною, яка йому допомагала, вибачається перед Бетховеном і нарешті приймає його. Варнік також заарештований за звинуваченням у незаконному проведенні випробувань вогнепальної зброї на собаках. Бетховен остаточно є членом дому Ньютонів, і всі собаки, випущені з лабораторії, слідують за ним до його дому, де вони будуть тимчасово усиновлені Ньютонами.

## У ролях
- Чарлз Гродін — Джордж Ньютон
- Бонні Гант — Еліс Ньютон
- Дін Джонс — Герман Варнік
- Ніколь Том — Райс Ньютон
- Крістофер Кастіль — Тед Ньютон
- Сара Роуз Карр — Емілі Ньютон
- Олівер Платт — Гарвей
- Стенлі Туччі — Вернон
- Девід Духовни — Бред
- Патриція Гітон — Брі
- Джозеф Гордон-Левітт — студент

## Музика
Саундтрек до фільму вийшов 15 грудня 1992 року.
| #     | Назва                                        | Виконавець                                      | Тривалість |
| ----- | -------------------------------------------- | ----------------------------------------------- | ---------- |
| 1.    | «Opening»                                    | Randy Edelman                                   | 4:20       |
| 2.    | «Discovering the Neighborhood»               | Randy Edelman                                   | 2:24       |
| 3.    | «Ciao, Baby»                                 | Randy Edelman                                   | 0:40       |
| 4.    | «Ted and the Bullies»                        | Randy Edelman                                   | 2:36       |
| 5.    | «Beethoven to the Rescue»                    | Randy Edelman                                   | 2:10       |
| 6.    | «A Stroll Through Town»                      | Randy Edelman                                   | 1:41       |
| 7.    | «Puppy Snatchers»                            | Randy Edelman                                   | 3:01       |
| 8.    | «The Dog Has to Go»                          | Randy Edelman                                   | 2:03       |
| 9.    | «Table Spin»                                 | Randy Edelman                                   | 0:49       |
| 10.   | «Sparkie's Chase»                            | Randy Edelman                                   | 1:53       |
| 11.   | «George Gets Turned On»                      | Randy Edelman                                   | 1:29       |
| 12.   | «Family In Pursuit»                          | Randy Edelman                                   | 1:38       |
| 13.   | «The Break-In»                               | Randy Edelman                                   | 1:51       |
| 14.   | «Our Heroes»                                 | Randy Edelman                                   | 2:19       |
| 15.   | «The Dogs Let Loose»                         | Randy Edelman                                   | 1:25       |
| 16.   | «A Sad Return»                               | Randy Edelman                                   | 2:19       |
| 17.   | «Ryce's Theme»                               | Randy Edelman                                   | 1:30       |
| 18.   | «Roll Over Beethoven (написана Чаком Беррі)» | Paul Shaffer та The World's Most Dangerous Band | 4:43       |
| 38:51 |                                              |                                                 |            |

## Цікаві факти
- Музику для фільму написав композитор Ренді Едельман (у композиції використовувався фрагмент сюїти, автором якої є Людвіг ван Бетховен).
- Під час вибору імені собаки молодша донька Емілі зіграла уривок з твору Людвіга ван Бетховена «Симфонія № 5», що і визначило ім'я для собаки.

## Касові збори
- У США: 57 114 049 $
- У світі: 90 100 000 $
- Загалом: 147 214 049 $